# Linnaemya tessellata
Linnaemya tessellata är en tvåvingeart som först beskrevs av Brooks 1944.  Linnaemya tessellata ingår i släktet Linnaemya och familjen parasitflugor. Inga underarter finns listade i Catalogue of Life.